# Los Angeles Buccaneers

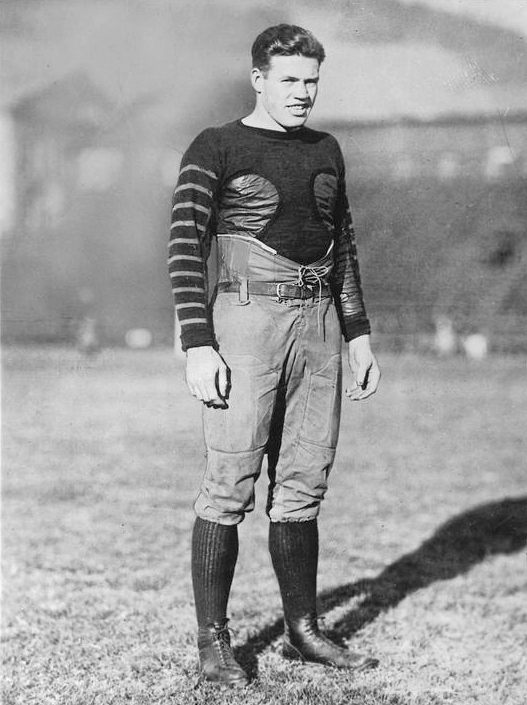
Harold „Brick“ Muller, Star-Spieler der Los Angeles Buccaneers

Die Los Angeles Buccaneers waren eine American-Football-Mannschaft, die in der Saison 1926 in der National Football League spielte. Das Team war als Reiseteam (travelling team) organisiert und wurde von Chicago aus geleitet.

## Geschichte
Zu Beginn der Football-Saison 1926 gründeten Red Grange und seiner Manager C. C. Pyle die mit der Nation Football League (NFL) konkurrierende American Football League: In dieser Liga wurde unter dem Namen Los Angeles Wildcats oder auch Wilson’s Wildcats ein Reiseteam um den Star-Tailback und Klienten von Pyle Wildcat Wilson geschaffen. Dies nahm die NFL zum Anlass gleichfalls ein Team mit Spielern von der amerikanischen Westküste zu gründen. Anfänglich wurde das Team von Jack McDonough und Mike O’Rourke (Präsident der Columbus Tigers) organisiert.  McDonough übernahm die Position des General Managers und nahm die Spieler unter Vertrag, während O’Rourke den Spielplan organisierte. Finanziert wurde das Team vom Immobilienunternehmen Dickinson-Gillespie.  Zum Präsident wurde der Schauspieler und Miteigentümer Lew Cody gewählt.
Die Mannschaft der Buccaneers wurde um den Star-Spieler Harold „Brick“ Muller organisiert. Das Team bestand aus ehemaligen Spieler der University of California, Los Angeles (UCLA) und der University of Southern California (USC). Neben Muller wurde Tut Imlay als Trainer-Spieler gewonnen.
Der Spielplan sah vor, dass das Team zehn Ligaspiele auswärts spielte und nach dem Ende der NFL-Saison mehrere Freundschaftsspiele in Kalifornien absolvieren sollte. Geplant war im Los Angeles Memorial Coliseum zu spielen. Um die führende Rolle des College-Football in Kalifornien zu schützen, intervenierten die Universitäten bei der Coliseum Commission. Diese verhinderte daraufhin Durchführung von Profi-Spielen im Stadion.
Die Buccaneers beendeten die Saison 1926 mit sechs Siegen, drei Niederlagen und einem Unentschieden. Anschließend spielte das Team ab dem 12. Dezember 1926 bis zum 6. Februar 1927 sieben Spiele in Kalifornien. Dreimal spielte sie im Ewing Field in San Francisco und zwei im Wrigley Field in Los Angeles. Daneben gab es noch jeweils ein Spiel in San Diego und Fresno. Im Rahmen dieser Freundschaftsspiele spielte das Team dreimal gegen die New York Yankees aus der AFL um Red Grange. Zwei dieser Spiele wurden gewonnen.
Am Ende der Saison belief sich der Verlust des Teams auf rund 35.000 €.
Zu Beginn der Saison 1927 plante der Liga-Präsident Joe Carr eine Reduzierung der Mannschaften. Die Los Angeles Buccaneers stellte den Spielbetrieb in der NFL daraufhin ein.

## Uniform
Die Los Angeles Buccaneers spielten in orangen Jerseys mit orange-schwarz gestreiften Ärmeln und schwarzen Ziffern bzw. in schwarzen Jerseys mit orangen Ziffern.

## Statistik
| Saison | Siege | Niederlagen | Unentschieden | Punkte erzielt | Punkte zugelassen | Platzierung | Head Coach               |
| ------ | ----- | ----------- | ------------- | -------------- | ----------------- | ----------- | ------------------------ |
| 1926   | 6     | 3           | 1             | 67             | 57                | 6. (von 22) | Harold Muller, Tut Imlay |

| Spielwoche | Datum         | Gegner                  | Ergebnis |
| ---------- | ------------- | ----------------------- | -------- |
| 2          | 26. Sep. 1926 | Chicago Cardinals       | 0:15     |
| 3          | 3. Okt. 1926  | Milwaukee Badgers       | 6:0      |
| 5          | 17. Okt. 1926 | Canton Bulldogs         | 16:13    |
| 6          | 24. Okt. 1926 | Buffalo Rangers         | 0:0      |
| 8          | 7. Nov. 1926  | Providence Steam Roller | 7:6      |
| 9          | 11. Nov. 1926 | Pottsville Maroons      | 0:10     |
| 9          | 14. Nov. 1926 | New York Giants         | 6:0      |
| 10         | 21. Nov. 1926 | Brooklyn Lions          | 20:0     |
| 11         | 25. Nov. 1926 | Detroit Panthers        | 9:6      |
| 12         | 5. Dez. 1926  | Kansas City Cowboys     | 3:7      |